# Joseph Anton Koch
Joseph Anton Koch (27. července 1768 Elbigenalp – 12. ledna 1839 Řím) byl rakouský malíř a grafik období klasicismu a romantismu.
Studoval v Augsburgu a díky stipendiu tamního biskupa i ve Stuttgartu. Studia však nedokončil z politických důvodů – sympatizoval totiž s Francouzskou revolucí. Roku 1794 mohl díky stipendiu dalšího mecenáše odejet do Itálie, kterou procestoval a usadil se v Římě. Roku 1806 se oženil s Cassandrou Ranaldiovou, s níž měli tři děti; jeho vnukem byl architekt Gaetano Koch. Až do stáří zůstal Koch chudý a málo známý; až několik týdnů před smrtí mu císař Ferdinand I. Dobrotivý udělil velkorysou rentu.

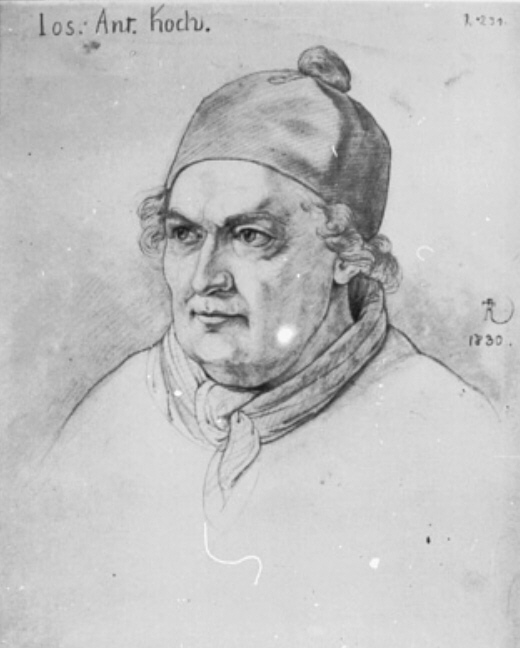
Joseph Anton Koch
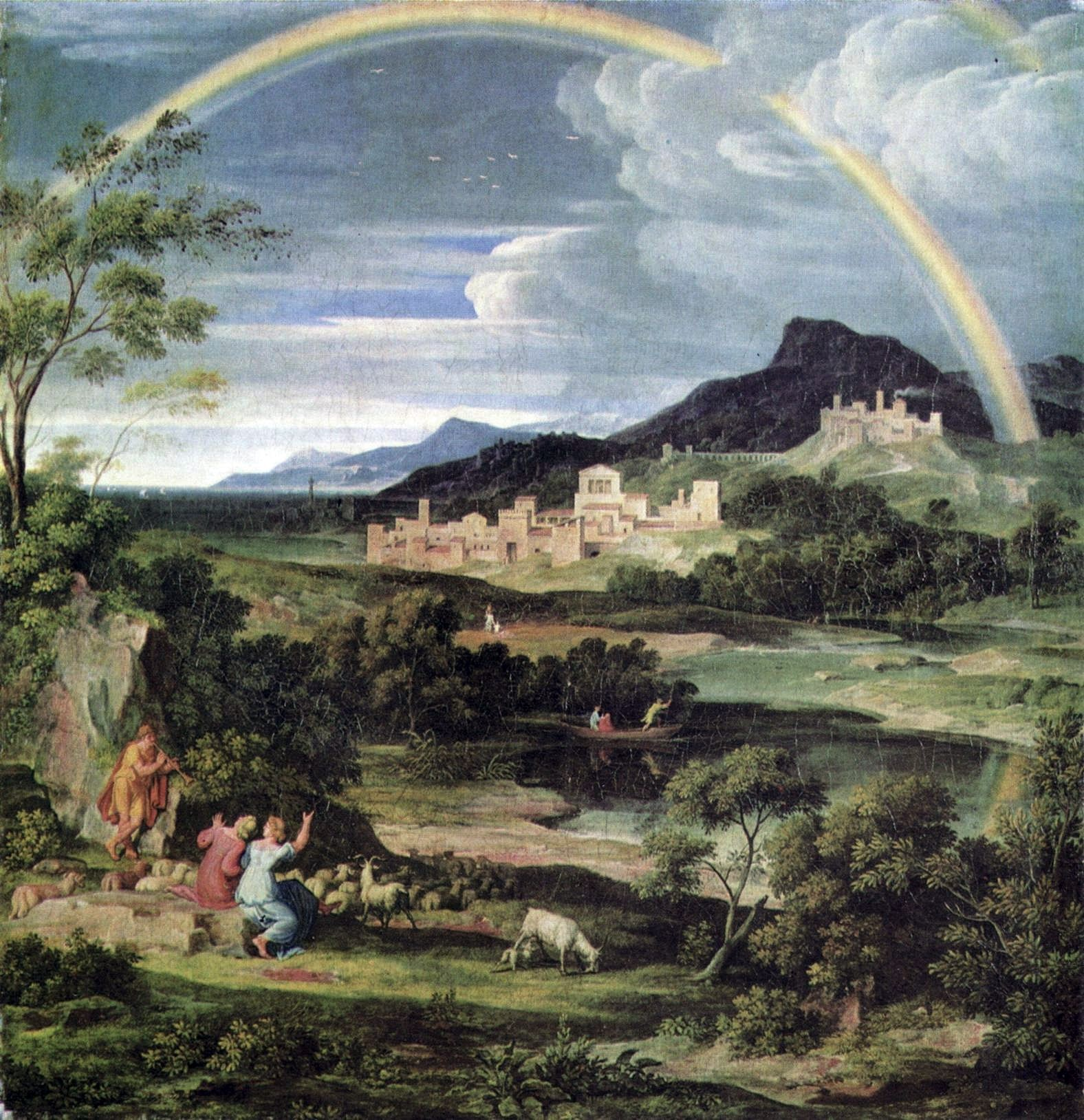
Joseph Anton Koch: Heroická krajina s duhou (1805)